# Flutrasen

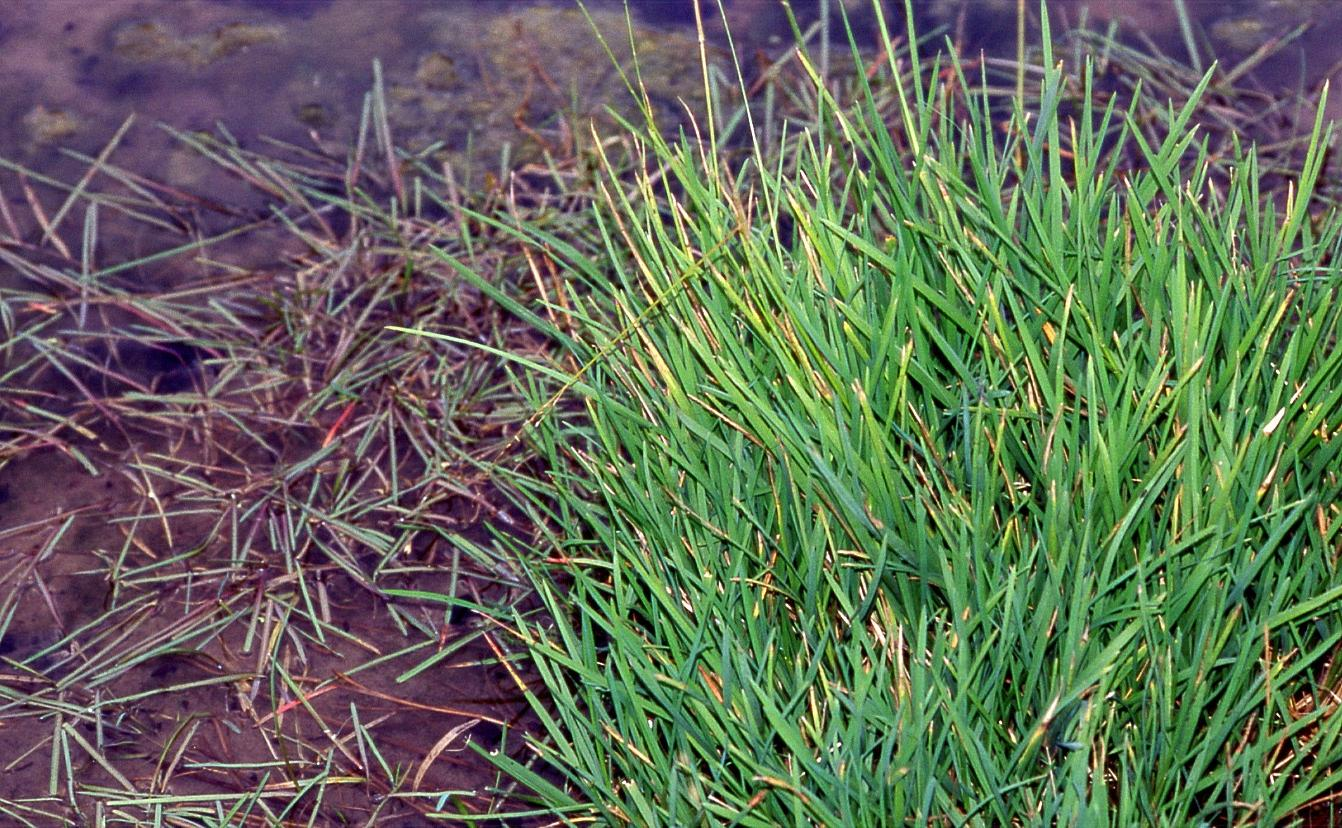
Flutender Schwaden (Glyceria fluitans); Landform und flutende Form (links)

Als Flutrasen werden wechselnasse, also amphibische Vegetationsstrukturen aus vorwiegend niedrigerwüchsigen Süßgräsern bezeichnet, die sich in der Regel an Kleingewässern oder in nassem Grünland befinden. Entsprechende Standorte sind meist periodisch überflutet, fallen zu anderen Zeiten (insbesondere im Hochsommer) aber auch mehr oder weniger regelmäßig trocken. Der typischste mitteleuropäische Vertreter in Flutrasengesellschaften ist der Flutende Schwaden (Glyceria fluitans; vgl. Foto). Auch verschiedene Grasarten der Gattungen Alopecurus (vor allem Knick-Fuchsschwanz, Alopecurus geniculatus und Rotgelber Fuchsschwanz, Alopecurus aequalis) sowie Agrostis (u. a. Weißes Straußgras, Agrostis stolonifera var. palustris und Hunds-Straußgras, Agrostis canina) gehören dazu.